# Fraueneishockey-Bundesliga 2001/02
Die Fraueneishockey-Bundesliga-Saison 2001/02 war in Deutschland die 14. Bundesliga-Spielzeit der Frauen. Im Laufe der Spielzeit konnte sich erneut der TV Kornwestheim souverän durchsetzen und den Titel Deutscher Meister holen. Dabei unterlag der spätere Meister nur einmal dem OSC Berlin.

## Organisation
Die Ligadurchführung erfolgte durch den Deutschen Eishockey-Bund.

## Modus
Die Vorrunde wurde in den Staffeln getrennt in einer Einfachrunde jeder gegen jeden mit Hin- und Rückspiel durchgeführt.
Anschließend spielten die Plätze 1 bis 3 die Zwischenrunde und die Plätze 4 bis 6 die Pokalrunde aus.

## Vorrunde
In der Vorrunde wurden die jeweils drei besten Mannschaften der beiden Gruppen ermittelt, die sich für die Zwischenrunde qualifizierten, in der die Teilnehmer des Finalturniers ermittelt wurden. Die drei schlechter Platzierten der beiden Gruppen nahmen unter Mitnahme der Spielergebnisse innerhalb der eigenen Vorrunde an der Pokalrunde teil.

### Abschlusstabellen
Vorrunde Nord
| Pl. |                      | Sp | S  | U | N | Tore  | Punkte |
| 1.  | MERC Wild Cats       | 10 | 10 | 0 | 0 | 79:11 | 20:0   |
| 2.  | EC Bergkamener Bären | 10 | 6  | 1 | 3 | 56:22 | 13:7   |
| 3.  | OSC Berlin           | 10 | 5  | 0 | 5 | 29:28 | 10:10  |
| 4.  | Grefrather EC        | 10 | 4  | 1 | 5 | 32:15 | 9:11   |
| 5.  | WSV Braunlage        | 10 | 2  | 2 | 6 | 39:45 | 6:14   |
| 6.  | Hannover Seahawks    | 10 | 1  | 0 | 9 | 7:121 | 2:18   |

Vorrunde Süd
| Pl. |                        | Sp | S  | U | N  | Tore  | Punkte |
| 1.  | TV Kornwestheim        | 10 | 10 | 0 | 0  | 83:10 | 20:0   |
| 2.  | SC Riessersee          | 10 | 8  | 0 | 2  | 56:29 | 16:4   |
| 3.  | ESC Planegg/Würmtal    | 10 | 5  | 1 | 4  | 33:33 | 11:9   |
| 4.  | DEC Tigers Königsbrunn | 10 | 4  | 1 | 5  | 17:28 | 9:11   |
| 5.  | ECDC Memmingen         | 10 | 2  | 0 | 8  | 27:68 | 4:16   |
| 6.  | ESG Esslingen          | 10 | 0  | 0 | 10 | 18:66 | 0:20   |

### Kreuztabellen
Übersicht über alle Spiele der Vorrunde:
| Kreuztabelle Gruppe Nord | Kreuztabelle Gruppe Nord | Kreuztabelle Gruppe Nord | Kreuztabelle Gruppe Nord | Kreuztabelle Gruppe Nord | Kreuztabelle Gruppe Nord | Kreuztabelle Gruppe Nord |
| Verein                   |                          |                          | Logo OSC Berlin          |                          | Logo des WSV Braunlage   |                          |
| ------------------------ | ------------------------ | ------------------------ | ------------------------ | ------------------------ | ------------------------ | ------------------------ |
| Mannheimer ERC           |                          | 5:1 27.10.2001           | 2:1 29.09.2001           | 2:0 22.12.2001           | 15:2 17.11.2001          | 14:0 20.10.2001          |
| EC Bergkamen             | 4:6 03.11.2001           |                          | 0:2 20.10.2001           | 3:2 14.10.2001           | 4:2 15.12.2001           | 5:01 16.12.2001          |
| OSC Berlin               | 3:5 14.10.2001           | 0:51 09.12.2001          |                          | 0:51 15.12.2001          | 5:0 22.10.2001           | 10:0 23.12.2001          |
| Grefrather EC            | 0:1 08.12.2001           | 0:3 01.12.2001           | 2:3 21.10.2001           |                          | 7:0 29.09.2001           | 4:0 03.11.2001           |
| WSV Braunlage            | 0:4 13.10.2001           | 5:6 08.12.2001           | 4:5 22.09.2001           | 2:2 28.10.2001           |                          | 14:1 30.12.2001          |
| Hannover Seahawks        | 0:25 15.12.2001          | 0:26 17.11.2001          | 5:01 01.12.2001          | 1:10 27.10.2001          | 0:10 06.10.2001          |                          |

| Kreuztabelle Gruppe Süd | Kreuztabelle Gruppe Süd | Kreuztabelle Gruppe Süd | Kreuztabelle Gruppe Süd | Kreuztabelle Gruppe Süd | Kreuztabelle Gruppe Süd | Kreuztabelle Gruppe Süd |
| Verein                  |                         |                         | ESCP                    |                         |                         |                         |
| ----------------------- | ----------------------- | ----------------------- | ----------------------- | ----------------------- | ----------------------- | ----------------------- |
| TV Kornwestheim         |                         | 7:2 13.10.2001          | 9:0 20.10.2001          | 8:1 08.12.2001          | 3:1 03.11.2001          | 16:1 20.12.2001         |
| SC Riessersee           | 1:5 15.12.2001          |                         | 5:1 08.12.2001          | 2:1 03.11.2001          | 11:4 17.11.2001         | 6:2 01.12.2001          |
| ESC Planegg/W.          | 3:6 22.12.2001          | 2:6 01.11.2001          |                         | 1:1 01.12.2001          | 7:2 15.12.2001          | 9:0 03.11.2001          |
| DEC Königsbrunn         | 0:5 29.09.2001          | 2:4 22.09.2001          | 0:3 17.11.2001          |                         | 5:2 13.10.2001          | 2:1 27.10.2001          |
| EHC Memmingen           | 0:18 01.12.2001         | 2:10 24.11.2001         | 1:3 27.10.2001          | 2:4 10.11.2001          |                         | 5:4 20.10.2001          |
| ESG Esslingen           | 1:6 17.11.2001          | 3:9 22.12.2001          | 3:4 13.10.2001          | 0:1 06.10.2011          | 3:8 08.12.2001          |                         |

1 nach Spielwertung

## Zwischenrunde
In der Endrunde ging es für die sechs Qualifizierten um den Einzug ins Finalturnier. Jede Mannschaft spielte nur gegen die jeweils drei Teilnehmer der anderen Vorrundengruppe in einem Hin- und Rückspiel.
| Pl. |                     | Sp | S | U | N | Tore  | Punkte |
| 1.  | TV Kornwestheim     | 6  | 5 | 0 | 1 | 26:11 | 10:2   |
| 2.  | SC Riessersee       | 6  | 3 | 2 | 1 | 31:17 | 8:4    |
| 3.  | OSC Berlin          | 6  | 3 | 0 | 3 | 17:22 | 6:6    |
| 4.  | ESC Planegg/Würmtal | 6  | 1 | 2 | 3 | 9:12  | 4:8    |
| 5.  | Mannheimer ERC      | 6  | 1 | 2 | 3 | 12:19 | 4:8    |
| 6.  | EC Bergkamen        | 6  | 1 | 2 | 3 | 11:25 | 4:8    |

### Spiele der Zwischenrunde
| Mannschaften        |                |                | Logo OSC Berlin | ESCP           |                |                 |
| ------------------- | -------------- | -------------- | --------------- | -------------- | -------------- | --------------- |
| TV Kornwestheim     |                | -              | 8:3 16.03.2002  | -              | 3:1 23.03.2002 | 5:0 02.02.2002  |
| SC Riessersee       | -              |                | 6:2 03.03.2002  | -              | 3:3 20.02.2002 | 10:1 16.03.2002 |
| OSC Berlin          | 3:1 19.01.2002 | 7:5 23.03.2002 |                 | 2:0 02.02.2002 | -              | -               |
| ESC Planegg/Würmtal | -              | -              | 2:0 23.02.2002  |                | 1:3 19.01.2002 | 2:2 02.03.2002  |
| Mannheimer ERC      | 0:4 01.02.2002 | 2:5 01.03.2002 | -               | 3:3 16.03.2002 |                | -               |
| EC Bergkamen        | 4:5 20.02.2002 | 2:2 24.03.2002 | -               | 2:1 23.03.2002 | -              |                 |

## Finalturnier
Das Finalturnier fand am 30. und 31. März 2002 in Garmisch-Partenkirchen statt.

### Halbfinale
| 30. März 2002 17:00 Uhr | TV Kornwestheim Lady Kodiaks S. Frühwirt (3.) S. Frühwirt (21.) S. Rückauer (21.) S. Rückauer (30.) S. Kürten (45.) | 5:1 (1:0, 3:1, 1:0) | ESC Planegg/Würmtal M. Pink (28.) | Garmisch-Partenkirchen Zuschauer: 80 |

| 30. März 2002 20:00 Uhr | SC Riessersee S. Rumswinkel (18.) N. Ritter (20.) C. Oswald (35.) N. Ritter (45.) M. Lanzl (52.) W. Schmid (60.) | 6:3 (2:0, 1:3, 3:0) | OSC Berlin S. Götz (26.) N. Kamenik (38.) J. Friede (39.) | Garmisch-Partenkirchen Zuschauer: 90 |

### Spiel um Platz 3
| 31. März 2002 12:30 Uhr | OSC Berlin J. Friede (x4.) C. Grundmann (35.) R. Hübner (38.) J. Friede (45.) J. Friede (49.) | 5:3 (0:0, 3:2, 2:1) | ESC Planegg/Würmtal M. Sebald (31.) E. Wiegand (34.) E. Wiegand (58.) | Garmisch-Partenkirchen |

### Finale
| 31. März 2002 17:00 Uhr | SC Riessersee A. Lanzl (60.) | 1:2 n. V. (0:1, 0:0, 1:0, 0:1) | TV Kornwestheim Lady Kodiaks S. Kürten (13.) S. Kürten (70.) | Garmisch-Partenkirchen |

## Endstand
| Platz          | Mannschaft                   |
| -------------- | ---------------------------- |
| Goldmedaille   | TV Kornwestheim Lady Kodiaks |
| Silbermedaille | SC Riessersee                |
| Bronzemedaille | OSC Berlin                   |
| 4.             | ESC Planegg/Würmtal          |
| 5.             | Mannheimer ERC               |
| 6.             | EC Bergkamen                 |

### Meistermannschaft des TV Kornwestheim
| Deutscher Meister TV Kornwestheim | Torhüter: Stephanie Wartosch-Kürten, Christina Kreis Verteidiger: Keshia-Sue Körper, Nina Ziegenhals, Sabine Rückauer, Nina Linde, Marlen Skiba Angreifer: Jeannette Jung, Corinna Molt, Kathrin Lehmann, Miriam Behnke, Lena Gratzl, Sandra Kürten, Stephanie Frühwirt, Sandra Gallittu Trainer: Peter Kürten |